# シーボイガンを喰った怪獣
『シーボイガンを喰った怪獣』（シーボイガンをくったかいじゅう、The Creature That Ate Sheboygan）は、グレッグ・コスティキャンがデザインし、1979年にシミュレーションズ・パブリケーションズ（SPI）から発売されたSFボードゲームである。このゲームは、1979年のチャールズ・S・ロバーツ賞のファンタジー・SF部門最優秀ゲームを受賞した。日本では『怪獣征服』の題でタクテクス38号の付録ゲームとなり、『シーボイガンを喰った怪獣』でRPGamer14号の付録ゲームとなった。1981年に、よく似た「Crush, Crumble and Chomp!.」がEpyxから発売された。
ゲームの目的は、プレイヤーがデザインした怪獣で、アメリカ合衆国ウィスコンシン州シーボイガンの街をできる限り破壊することである。ゲームは、四角いマスで細分化された街の地図、ルールと図表、カウンターシートからなる。カウンターには、警察官、消防士、軍隊や非武装の市民、様々な怪獣のコマと、破壊、火災マーカーが含まれている。